# Бенгтс, Карл Юхан
Карл Юхан Бенгтс (швед. Carl Johan Bengt; фин. Carl Johan Bengt; 2 апреля 1876, Нерпес, Вазаская губерния — 10 октября 1934, Йювяскюля, Вааса) — финский художник-модернист и архитектор  шведского происхождения.

## Биография
Родился в 1876 году в Нерпесе в семье трактирщика. В молодом возрасте переехал в Гельсингфорс (Хельсинки) где сперва учился у местного художника-декоратора, а затем — в рисовальной школе Финского художественного общества (1895—1896). После этого Бенгтс переехал в Або (Турку), где посещал аналогичную рисовальную школу в 1897—1898 годах, а также брал частные уроки у Виктора Вестерхольма.
В 1899 году стал учеником и ассистентом художника Аксели Галлен-Каллелы и помогал ему создавать фрески для павильона Великого княжества Финляндского на Всемирной выставке в Париже (1900). Помимо занятий живописью и рисунком, создавал дизайн мебели, книжных обложек, драпировок, а также спроектировал несколько зданий (в том числе совместно со скульптором Алпо Сайло).
Несмотря на шведское происхождение, Бенгтс, как и многие другие финские шведы, был большим поклонником и пропагандистом финской народной культуры. В начале XX века он присоединился к протестам против непопулярного русского генерал-губернатора Николая Бобрикова, имя которого ассоциировалось с мерами по русификации Финляндии. В этот период Бенгтс был вовлечён в контрабанду из Швеции нелегальной литературы. Несмотря на всё это, художник к тому времени был довольно состоятельным человеком, и совместно с братом Оскаром владел домом в Экенесе (Таммисаари).
После провозглашения независимости Финляндии Бенгтс с женой проживал сперва в Кристинестаде, а затем в Йювяскюля.
Карл Юхан Бенгтс скончался в 1934 году в Йювяскюля.

## Галерея
- Семья за чтением
- Деревенская улица
- Улица ночью
- Оскар, брат художника, с лопатой